# Nadjim Abdou
Nadjim Abdou (Martigues, 13 luglio 1984) è un ex calciatore francese naturalizzato comoriano, di ruolo centrocampista.

## Carriera

### Club
Gioca dal 2002 al 2003 al Martigues. Nel 2003 si trasferisce al Sedan-Ardennes, in cui milita fino al 2007. Nel 2007 passa al Plymouth. Nel 2008 viene acquistato dal Millwall.

### Nazionale
Debutta in nazionale il 9 ottobre 2010, in Comore-Mozambico; è stato convocato per la Coppa delle nazioni africane 2021.

## Statistiche

### Cronologia presenze e reti in nazionale
| Cronologia completa delle presenze e delle reti in nazionale ― Comore | Cronologia completa delle presenze e delle reti in nazionale ― Comore | Cronologia completa delle presenze e delle reti in nazionale ― Comore | Cronologia completa delle presenze e delle reti in nazionale ― Comore | Cronologia completa delle presenze e delle reti in nazionale ― Comore | Cronologia completa delle presenze e delle reti in nazionale ― Comore | Cronologia completa delle presenze e delle reti in nazionale ― Comore | Cronologia completa delle presenze e delle reti in nazionale ― Comore |
| Data                                                                  | Città                                                                 | In casa                                                               | Risultato                                                             | Ospiti                                                                | Competizione                                                          | Reti                                                                  | Note                                                                  |
| --------------------------------------------------------------------- | --------------------------------------------------------------------- | --------------------------------------------------------------------- | --------------------------------------------------------------------- | --------------------------------------------------------------------- | --------------------------------------------------------------------- | --------------------------------------------------------------------- | --------------------------------------------------------------------- |
| 10-1-2022                                                             | Yaoundé                                                               | Gabon                                                                 | 1 – 0                                                                 | Comore                                                                | Coppa d'Africa 2021 - 1º turno                                        | -                                                                     | 76’                                                                   |
| 14-1-2022                                                             | Yaoundé                                                               | Marocco                                                               | 2 – 0                                                                 | Comore                                                                | Coppa d'Africa 2021 - 1º turno                                        | -                                                                     | Cap.                                                                  |
| 18-1-2022                                                             | Garoua                                                                | Ghana                                                                 | 2 – 3                                                                 | Comore                                                                | Coppa d'Africa 2021 - 1º turno                                        | -                                                                     | 90’                                                                   |
| 24-1-2022                                                             | Yaoundé                                                               | Camerun                                                               | 2 – 1                                                                 | Comore                                                                | Coppa d'Africa 2021 - Ottavi di finale                                | -                                                                     | Cap. 7’                                                               |
| Totale                                                                |                                                                       | Presenze                                                              | 4                                                                     |                                                                       | Reti                                                                  | 0                                                                     |                                                                       |